# Theater des Volkes (Berlin)
Das Theater des Volkes war ein Theater im Berliner Ortsteil Mitte, Am Zirkus 1.

## Anfänge
Ursprünglich von 1865 bis 1868 nach Entwürfen des Architekten Friedrich Hitzig als Markthalle erbaut, gehen auf diesen auch die Umbauten von 1873 bis 1874 zu einer Zirkusarena mit 5000 Plätzen zurück.

## 1918–1934
Zwischen 1918 und 1919 wurde das Haus durch Hans Poelzig umgebaut und am 28. November 1919 als Max Reinhardts Großes Schauspielhaus eröffnet. 1924 wurde Erik Charell künstlerischer Leiter des Hauses. Er holte Stars wie Marlene Dietrich, Claire Waldoff, La Jana und die Comedian Harmonists auf die Bühne und feierte sensationelle Revue- und Operettenerfolge.

## Nationalsozialismus
Von den Nationalsozialisten wurde das Haus 1934 in Theater des Volkes umbenannt und 1938 durch Fritz Fuß umgestaltet, der u. a. eine Führerloge einbaute. Zu dieser Zeit fasste das Theater rund 3200 Zuschauer.
1934 wechselte Walther Brügmann als Spielleiter vom Bayerischen Staatstheater in München an das Theater des Volkes nach Berlin, wo er Lippls bayerisches Volksstück Die Pfingstorgel mit so großem Erfolg zur Aufführung brachte, dass seine Ernennung zum Intendanten und Oberspielleiter umgehend erfolgte. Weitere Inszenierungen, beispielsweise von Shakespeares Ein Sommernachtstraum, Linckes Frau Luna und Ibsens Peer Gynt sowie der KdF-Revue Freut euch des Lebens anlässlich der Olympischen Spiele 1936 folgten, bevor Brügmann 1936 aufgrund einer Denunziation entlassen wurde. Zuvor hatte Brügmann als Intendant seinem Freund Edmund Nick zur Stellung als Musikalischer Leiter des Theaters verholfen. Nick musste 1940 ebenfalls seinen Posten räumen, da man „bei einer Überprüfung der Theaterverträge feststellte, daß bei ihm der Ariernachweis seiner Ehefrau fehlte“. Er wurde als „wehrunwürdig“ eingestuft.
1936 gab es einen festen Stamm von 23 Darstellern und 10 Darstellerinnen. Es waren 53 Tänzer und Tänzerinnen angestellt.
Es gastierten u. a.: Heinrich George, Erik Ode, Ida Perry, Karl Etlinger, Herbert Weißbach, Herbert Hübner, Gerda Müller.

## 1947–1980
Nach Krieg und Reparatur wurde das Haus wiedereröffnet und von 1947 bis 1980 als Friedrichstadtpalast betrieben. Im Jahr 1986 wurde das Gebäude abgerissen.